# Shito-ryu
Shito-Ryu este un stil de karate dezvoltat în anii 1930 de Kenwa Mabuni.
Termenul "Shito" provine din combinația de "shi" și "to", primele semne ale maestrilor lui Mabuni, maestrul Yasutsune Itosu și maestrul Kaneryo Higaonna. Inițial denumit "hanko ryu" (stilul semi-dur), din respect pentru maeștrii săi, Mabuni a schimbat ulterior denumirea stilului fondat de el.
În Japonia, shito-Ryu este unul din principalele patru stiluri de karate (alături de shotokan, wado-ryu și goju-ryu). 
Shito-Ryu menține mai multe tehnici originale shuri-te și naha-te (ultimele ca și goju-ryu) decît shotokan. Din punct de vedere tehnic, shuri-te și tomari-te conțin mai ales mișcări lineare și rapide, pe când naha-te mai degrabă mișcări circulare și suple.